# Astathes velata
Astathes velata là một loài bọ cánh cứng trong họ Cerambycidae.